# NGC 5595
NGC 5595 is een balkspiraalstelsel in het sterrenbeeld Weegschaal. Het hemelobject werd op 14 mei 1784 ontdekt door de Duits-Britse astronoom William Herschel.

## Synoniemen
- MCG -3-37-1
- VV 446
- VV 530
- IRAS 14214-1629
- PGC 51445